# 林金標
林金標（1898年3月27日—1984年），臺灣教师、實業家、政治人物，中國國民黨籍，曾任臺中市參議會副議長，1954年至1960年出任第二、三屆民選臺中市市長。

## 早年生平
林金標出身臺中西區公館一帶的旺族，:149出生於明治三十一年（1898年）。8歲時進入臺中公學校就讀。常被老師指定為通譯，協助批改作業。畢業後林金標先進高等科一年準備升學，隨後以第三名考取國語學校師範部，除上課外也學習中文。國語學校畢業後，林金標曾回臺中公學校出任教師五年，歷任訓導、教諭。在任教期間曾適逢日本皇太子裕仁來臺視察，林金標出任御前教學。
大正十年（1921年），林金標離開教壇轉往實業界。:558與兩位兄長開設協和商行，經營木材生意。隨著第一次世界大戰爆發，出現大量商機。加上臺灣總督府在日月潭設置水力發電廠，木材需要量甚大，家族遂與日商新見喜三合作，擴大營運規模，並以準時交貨的高品質，建立信譽。
大正十四年（1925年）起，林金標繼承父志，出任保甲聯合會會長，期間達20年。
二次世界大戰期間，日本軍方因建設防空壕及臨時軍舍，需要大量木材，使得木價大漲。然而林金標也受到經濟警察的壓制，被指控哄抬價格而入獄，遭羈押了32天。之後將資金轉移至土地開發，先向霧峰林家的林階堂買下東員寶的31甲土地，暢通水利灌溉系統、敷土，並種植甘蔗，因戰爭糖價上漲，又獲利甚多。稍後又買進大坑360甲林地，進行造林、燒炭、養魚、養豬，以及畜養雞鴨、種香茅和煉油等事業，實施多角化經營，以奠定多元的事業基礎。家族也因擁有大坑山區林地，在臺中地區富甲一方，成為林業鉅子。

## 政途
戰後，林金標當選臺中市參議會參議員。民國三十五年（1946年）就職，並被選為副議長（議長黃朝清）。任內積極處理糧荒問題，向南部緊急購買5萬斤番薯應急，擴大米糧來源的取得。二二八事件時，臺中市政府空無一人，林金標負起臺中市安危之責，將外省人集中於5家旅社，由消防隊員日夜保護，再與黃克立市長聯繫。並盡力收回武器，恢復治安。
1951年，林金標出馬角逐第一屆民選臺中市市長，與楊基先進入第二輪投票，最後敗給楊基先。選後林金標轉任國民黨市黨部財務委員，積極整頓青年與民眾兩黨直營旅館。之後林金標升為國民黨臺中市黨部主委，任內舉行新進黨員訓練，在全市各區設民眾服務站。
1954年，林金標捲土重來，角逐第二屆臺中市市長選舉，對上黨外醫師張深鑐，據何春木回憶，張深鑐在日治時期就從事反對運動、資歷充足，然而他本身因係醫師出身，口才不好，而且「頭殼低不下來」（對選民不夠禮貌、恭敬），遇到選民無法親切打招呼；而林金標因在上次市長選舉落敗，獲得不少同情票。加上他勤走基層。最終林金標以極大差距贏得選舉。:160-1611957年第三屆臺中市市長選舉，林金標競選連任。對上曾任二屆市議員的何春木。何春木回憶基於民主政治，不願讓林金標一人競選下當選市長，「就算我選輸林金標，也不會感到丟臉」。最終林金標以四萬七千多票擊敗何春木三萬三千票，連任成功。:168-171唯上屆選舉林金標卻是以五萬一千多票擊敗張深鑐的二萬五千票。1960年卸任。
林金標在臺中市市長任內解決東海大學與市立二中校地問題，創立市立三中，並與省政府溝通創辦體育專校。此外亦推動民間經營臺中市公車，由張啓仲籌募300萬元資金，先向公路局租車營運，獲利後再由市政府擔保，向臺灣銀行借款200萬元，分5年攤還，奠定其基礎。並以民眾預購方式籌措資金，再配合美援補助款，完成臺中市自動電話改裝。陸續完成臺中市第二、三、四市場，及篤行市場、一心市場。亦買斷果菜公會經營市場之權利，再和農會合辦經營果菜市場。
林金標任內被視為清廉，他以量入為出的方式，將臺中市財政納入正軌，使臺中市出現結餘，並且任內沒有變賣市有財產。然而由於林金標三次市長選舉的對手楊基先、張深鑐及何春木均為政壇強手，使林金標付出相當「代價」。在兩任市長結束後，家道已告中落，工廠、林地已先後易主。:50據巫永福回憶，單是在林金標與楊基先競選市長一仗，就使林金標出售了一紡織工廠及北電區弋坑三百甲山火田。
臺中市市長卸任後，林金標轉任臺灣省政府顧問。之後當選臺灣省軍人之友社理事。1963年擔任臺灣省選舉委員會監察委員。
1984年，林金標逝世。